# Brigitte Gapais-Dumont
Brigitte Gapais-Dumont (ur. 25 kwietnia 1944 w Saint-Fargeau, zm. 29 listopada 2018 w Concarneau) – francuska florecistka, srebrna medalistka olimpijska i dwukrotna medalistka mistrzostw świata.
Na igrzyskach olimpijskich w Tokio w 1964 roku była szósta drużynowo, a w zawodach indywidualnych odpadła w ćwierćfinałach. Na rozgrywanych cztery lata później igrzyskach olimpijskich w Meksyku była czwarta w obu konkurencjach. Podczas igrzysk olimpijskich w Monachium w 1972 roku indywidualnie odpadła w półfinałach, a w rywalizacji drużynowej zajęła szóste miejsce. Brała też udział w igrzyskach olimpijskich w Montrealu w 1976 roku, gdzie reprezentacja Francji w składzie: Brigitte Latrille-Gaudin, Brigitte Gapais-Dumont, Christine Muzio, Véronique Trinquet i Claudette Herbster-Josland zdobyła drużynowo srebrny medal. W rywalizacji indywidualnej była czwarta, w rundzie finałowej wygrała dwie z pięciu walk, przegrywając rywalizację o medal z Jeleną Biełową z ZSRR. 
Podczas mistrzostw świata w Moskwie w 1966 roku wspólnie z Marie-Chantal Depetris-Demaille, Claudette Herbster-Josland, Annick Level i Catherine Rousselet-Ceretti wywalczyła brązowy medal w turnieju drużynowym. W tej samej konkurencji zdobywała też brązowy medal na mistrzostwach świata w Ankarze (1970).